# Milan Roćen
Milan Roćen (né le 23 novembre 1950 à Žabljak en Yougoslavie), est un homme politique monténégrin. Ministre des Affaires étrangères entre le 10 novembre 2006 - 10 juillet 2012.